# Гарден Фармс (Калифорнија)
Гарден Фармс (енгл. Garden Farms) насељено је место без административног статуса у америчкој савезној држави Калифорнија.

## Демографија
По попису из 2010. године број становника је 386.
| Група             | 2000.    | 2010.       |
| Белци             | 0 (0,0%) | 337 (87,3%) |
| Афроамериканци    | 0 (0,0%) | 2 (0,5%)    |
| Азијати           | 0 (0,0%) | 5 (1,3%)    |
| Хиспаноамериканци | 0 (0,0%) | 40 (10,4%)  |
| Укупно            | 0        | 386         |